# Kaum Muda
Kaum Muda (Jawi قوم مودا ‚Junge Leute‘) war die Bezeichnung für islamische Modernisten in British Malaya und Niederländisch-Indien in der ersten Hälfte des 20. Jahrhunderts. Sie setzten sich für eine Revitalisierung des islamischen Denkens und eine gesellschaftliche Modernisierung der malaiischen Gesellschaft ein, die auf wissenschaftliche Prinzipien und eine moderne Interpretation des Korans und der Hadithe gegründet sein sollte. Damit standen sie im Gegensatz zu der traditionalistischen Gruppe der Kaum Tua („Alte Leute“), die auf der Anwendung der Lehren der großen Gelehrten der islamischen Vergangenheit insistierten. Ihren größten Einfluss auf die malaiische Gesellschaft entwickelten die Kaum Muda durch neue Madrasas und die Veröffentlichung von Zeitungen und anderer Literatur, die in diesen Schulen verwendet wurde.

## Entstehung

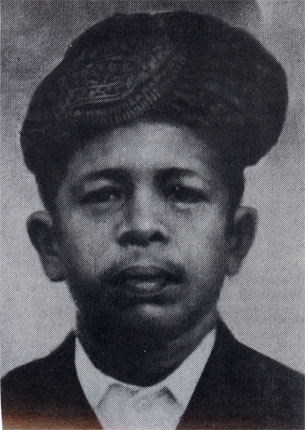
Datuk Sutan Maharaja, der Namensgeber

Der Begriff Kaum Muda tauchte erstmals um 1906 in Westsumatra auf. Er wurde dort Mal von der Gruppe der sogenannten „Jungen Malayen“ unter der Führung von Datuk Sutan Maharadja verwendet, die auf die Probleme von Fortschritt und Modernität reagierte. Sie bildete in Padang eine politisch-kulturelle Bewegung der Kolonisten (perantau) in Opposition zur aristokratischen Schicht an der Küste und insbesondere zum Amt des Regenten. Die Anhänger der Bewegung argumentierten, Fortschritt müsse die Ausarbeitung und Formulierung der Ideen und Ideale sein, die dem echten Minangkabau-Adat innewohnen, und verurteilten die bestehenden politischen Institutionen der Küste als Abweichungen von der „Minangkabau-Welt“ (alam Minangkabau). Laut ihrem Anführer zielte die Bewegung darauf ab, Padang in den Schoß der „Minangkabau-Welt“ zurückzuführen und die Kluft zwischen den Herrschern und den Beherrschten zu überwinden. Beeinflusst von der Bewegung der Jungtürken im Nahen Osten nannte er seine Gruppe Kaum Muda („Gruppe der Jungen od. Progressiven“) und bezeichnete seine Gegner als Kaum Kuno („Gruppe der Alten oder Konservativen“).

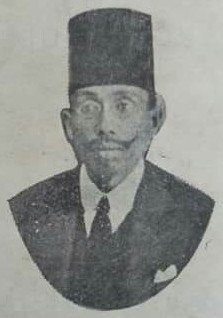
Abdul Karim Amrullah, bekannt als Haji Rasul

Mitte der 1910er Jahre sah sich die adat-orientierte Fortschrittsbewegung einer zunehmenden Herausforderung durch die islamischen Modernisten gegenüber, als Schüler von Scheich Ahmad al-Chatīb al-Minangkabāwī aus Mekka zurückkehrten, um seine Ideen zur orthodoxen Reform in ihren Heimatbezirken zu verbreiten. Zu diesen Rückkehrern gehörten Scheich M. Jamil Jambek in Bukittinggi, Haji Abdullah Ahmad in Padang und Padang Panjang, Hadji Rasul, auch bekannt als Scheich Abdul Karim Amrullah, in Maninjau und Padang Panjang sowie Scheich Thaib Umar in Batu Sangkar. Sie griffen die Heterodoxie der Sufi-Orden an und prangerten die Neuerungen in der Religionsausübung als Bidʿa an. Ihre Reinigungsbewegung war stark vom ägyptischen Reformdenker Muhammad ʿAbduh beeinflusst. Im zweiten Jahrzehnt des 20. Jahrhunderts begannen diese jungen Religionsgelehrten, die sich ebenfalls Kaum Muda nannten, traditionelle Religionsexperten dafür anzuprangern, dass sie ihre eigenen religiösen Urteile ausschließlich auf naql, das heißt auf die etablierte Tradition, stützten. Ihrer Auffassung nach sollten die Gelehrten zu den ursprünglichen Quellen zurückkehren und danach streben, die Wahrheit zu erlangen, indem sie ihren Verstand (ʿaql) anwenden, ein Vorgang, der als Idschtihād bekannt ist. Haji Abdullah Ahmad, der aggressivste „moderne“ Kaum-Muda-Gelehrte, und mehrere westlich gebildete Intellektuelle und wichtige Minangkabau-Händler, wie Abdullah Basa Bandaro, führten die Kaum-Muda-Gruppe in Westsumatra an. Haji Rasul gals als der fundamentalistischste Kaum-Muda-Gelehrte.
Die Kaum-Muda-Gelehrten stammten im Allgemeinen aus einem der religiösen Zentren in Minangkabau wie Bukittinggi, Padang Panjang, Batusangkar und Maninjau. Die meisten von ihnen gehörten hoch angesehenen und wohlhabenden Gelehrtenfamilien an.

## Lehren

### Religiöser Purismus
Als religiöse Puristen kämpften die Kaum Muda gegen solche Bräuche wie den Talqīn, eine kurze Ansprache, die bei der Bestattung von Toten am Ende der Trauerfeier über dem Grab vorgetragen wird und dem Toten Ratschläge gibt, wie er auf die Fragen der Munkar und Nakīr antworten soll. Die Kaum Muda missbilligten solche Bräuche als Bidʿa. Im Zuge des religiösen Konflikts mit den Traditionalisten, den Kaum Tua, begannen die Kaum Muda, traditionelle Praktiken anzugreifen, beispielsweise die Art und Weise, wie der Geburtstag des Propheten gefeiert wurde. Indem sie die vorherrschende Praxis anprangerten, griffen die Kaum Muda-Ulama den Dogmatismus der Kaum Tua an und untergruben gleichzeitig die Position der religiösen Adat-Funktionäre, die die in die Adat integrierten religiösen Riten durchführten. Die Wut der Kaum Muda traf insbesondere die ländlichen ʿUlamā'. Der Konflikt zwischen Kaum Muda und den Kaum Tua äußerte sich in dogmatischen und rituellen Kontroversen unterschiedlicher Art.
Die Kaum Muda verurteilten die Sufi-Orden auch wegen ihrer eskapistischen Ausrichtung. „Der Islam“, erklärte einer ihrer Sprecher, „ist nicht nur eine Religion für das Jenseits, sondern vielmehr der Leitfaden für das Leben in dieser Welt.“

### Modernismus
Die Kaum-Muda-Gelehrten betonten die Notwendigkeit einer Überprüfung der traditionell anerkannten Normen und kamen bald zu dem Schluss, dass sie nicht länger an eine bestimmte Rechtsschule (Madhhab) gebunden sein wollten. Anstatt einfach den Vorschriften der schafiitischen Rechtsschule zu folgen, der die Mehrheit der indonesischen und malaiischen Muslime angehörte, formulierten die Gelehrten der Kaum Muda ihre Fatwas nach Prüfung der Rechtslehren anderer orthodoxer Rechtsschulen. Damit entfernten sie sich von den Lehren ihres eigenen hochgeschätzten Lehrers Scheich Achmad Chatib, eines Imams der schafiitischen Schule in Mekka. Obwohl sie ihn respektierten, fanden sie mehr Gemeinsamkeiten mit seinem Cousin, Scheich Tahir Jalaluddin, der an der Azhar in Kairo studiert hatte und ab 1906 in Singapur al-Imām, die erste islamische modernistische Zeitschrift der malaiischen Welt, herausgab.
Als Modernisten kämpften sich auch für die Zulassung von Zinsen bei Sparkassen und Genossenschaften als nicht wucherisch und damit nicht unter das Ribā-Verbot fallend. Hierbei beriefen sie sich auf eine bekannte Fatwa von Muhammad ʿAbduh über Zinsen. Außerdem befürworteten sie mehr Freiheit für Frauen, Bildung zu erhalten und an gesellschaftlichen Angelegenheiten teilzunehmen. Auf Java drehte sich der Konflikt zwischen den beiden Gruppen hauptsächlich um die Frage der Notwendigkeit von Idschtihād, der von den Kaum Muda befürwortet, von den Kaum Tua jedoch abgelehnt wurde, weil diese es für notwendig hielten, am Taqlīd festzuhalten.
„Die Kaum Tua“, schrieb Sayyid Shaykh al-Hadi in seiner Zeitschrift Al-Ikhwan („Die Brüder“) im Jahr 1929, „verhalten sich, als ob es eine Pflicht wäre, an alle Gesetzbücher der ʿUlamā' und an jedes Wort darin zu glauben, als ob sie der Koran selbst wären … während die Kaum Muda der Ansicht sind, dass nur der Koran und die Hadithe diese Autorität besitzen und dass Gott uns, da keiner der ʿUlamā' frei von Irrtümern ist, Vernunft und Intelligenz gegeben hat, mit denen wir prüfen können, was die ʿUlamā' sagen.“
Letztendlich war die Vervollkommnung und Reinigung des Islam für die Kaum Muda nicht Selbstzweck, sondern ein Mittel zur Beschleunigung und Lenkung des sozialen und wirtschaftlichen Wandels zur Verbesserung der malaiischen Gesellschaft, ein Prozess, der ihrer Meinung durch den traditionellen Islam, wie er in den Staaten praktiziert wird, behindert wurde. „In anderen Teilen der islamischen Welt“, so schrieb ein anderer Autor 1928 in Al-Ikhwan, „werden die Kaum Muda zum Instrument des Fortschritts und reißen die Kaum Tua aus ihrer Senilität und Dummheit. … [In Malaya] wünschen sich die ʿUlamā', wie der heilige Petrus in der römischen Kirche, den einzigen Schlüssel zu den Toren des Himmels zu besitzen.“

## Mittel zur Verbreitung ihrer Lehren

### Schulen
Die Kaum Muda ulama begannen ihre Laufbahn in der Regel als traditionelle Religionslehrer und akzeptierten nur widerwillig das Adat-Decorum, das einem Religionslehrer entgegengebracht wurde. Einige von ihnen erbten religiöse Schulen, die von ihren Vätern oder Onkeln betrieben worden waren. 1912 wurde Haji Rasul Lehrer an der Madrasa von Padang Panjang, die als Surau Jembatan Besi bekannt war. Die frühen Kaum-Muda-Schulen arbeiteten nach dem traditionellen „Kreis“-System (ḥalqa): Der Lehrer erklärte seinen Schülern, die mit ihren Büchern und Notizen um ihn herum saßen, religiöse Traktate. Haji Rasul modernisierte jedoch an seiner Schule nach und nach die Unterrichtsmethoden, den Lehrplan und die Lehrbücher, so dass die Madrasa zu einem Modell für andere Kaum-Muda-Schulen wurde. So war sie zum Beispiel das Vorbild für die Kaum-Muda-Schulen von Parabek, Padang Japang, Maninjau und Batu Sangkar. Nach ihrer Studentenorganisation wurden diese Schulen Thawalib-Schulen genannt.

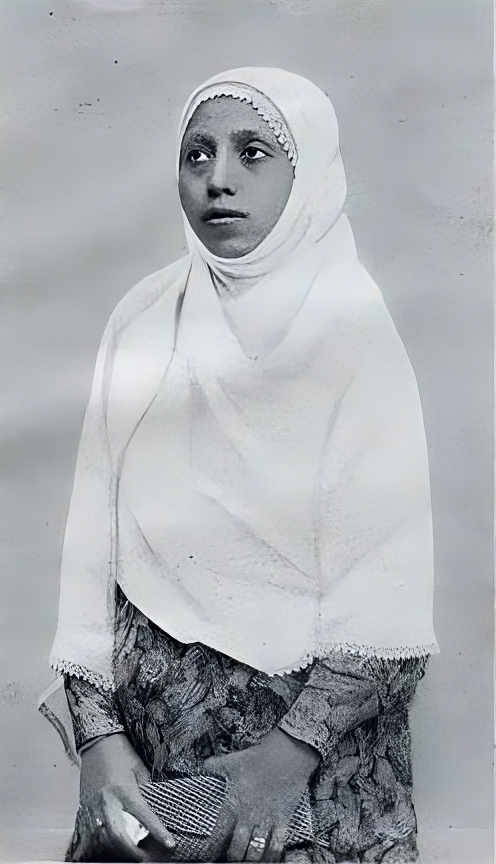
Rahma al-Yunusiah, Begründerin der ersten islamischen Frauenschule in Niederländisch-Indien

Im Jahr 1912 gründeten die Kaum Muda von Padang in Zusammenarbeit mit Händlern und Beamten die Sarekat Usaha („Vereinigung des Bemühens“), die wiederum die erste private niederländische Schule für einheimische Schüler mit religiösem Unterricht gründete. Die Schule der Sarekat Usaha war die erste säkulare Kaum-Muda-Schule, die Niederländisch als Unterrichtssprache verwendete. Im größeren Stil begann die Reform der Unterrichtsinhalte an den Religionsschulen aber erst 1915. Zainuddin Labai, ein Schüler von Haji Rasul und einer der fähigsten jungen Gelehrten, begann damit, die staatlichen Schulen als Vorbild für seine eigene religiöse Grundschule zu nehmen. Diese Schule, die Dinijah, führte das Jahrgangsstufensystem im Religionsunterricht ein und nahm im Gegensatz zu den alten Schulen auch Mädchen als Schülerinnen auf.
1923 gründete eine Schwester von Zainuddin, Rahma al-Yunusiah, die Dinijah Putri (Dinijah für Mädchen) in Padang Pandjang. Die Gründung dieser Schule und ihr anschließender Erfolg machten nicht nur ihre Gründerin zu einer der wichtigsten Pionierinnen der modernen indonesischen Geschichte, sondern führten auch zur Bildung einer tatkräftigen weiblichen Kaum-Muda-Gruppe, die eine wichtige Rolle in der breiteren sozialen und politischen Bewegung der Minangkabau spielen sollte. Nach Mitte der 1920er Jahre nahm die Zahl der Kaum-Muda-Schulen rasch zu, was zum Teil auf die Ausbreitung des Kaum-Muda-Einflusses und die Verbesserung der wirtschaftlichen Lage, aber auch auf die zweifelhalfte Bildungspolitik der Regierung zurückzuführen war. Bis 1930 waren die Dinijah- und die Thawalib-Schulen die wichtigsten Bildungseinrichtungen der Kaum Muda. Trotz der einseitigen Betonung theologischer Probleme kultivierten sie energisch die Idee der individuellen Rationalität und den Geist der Reform.

### Zeitschriften

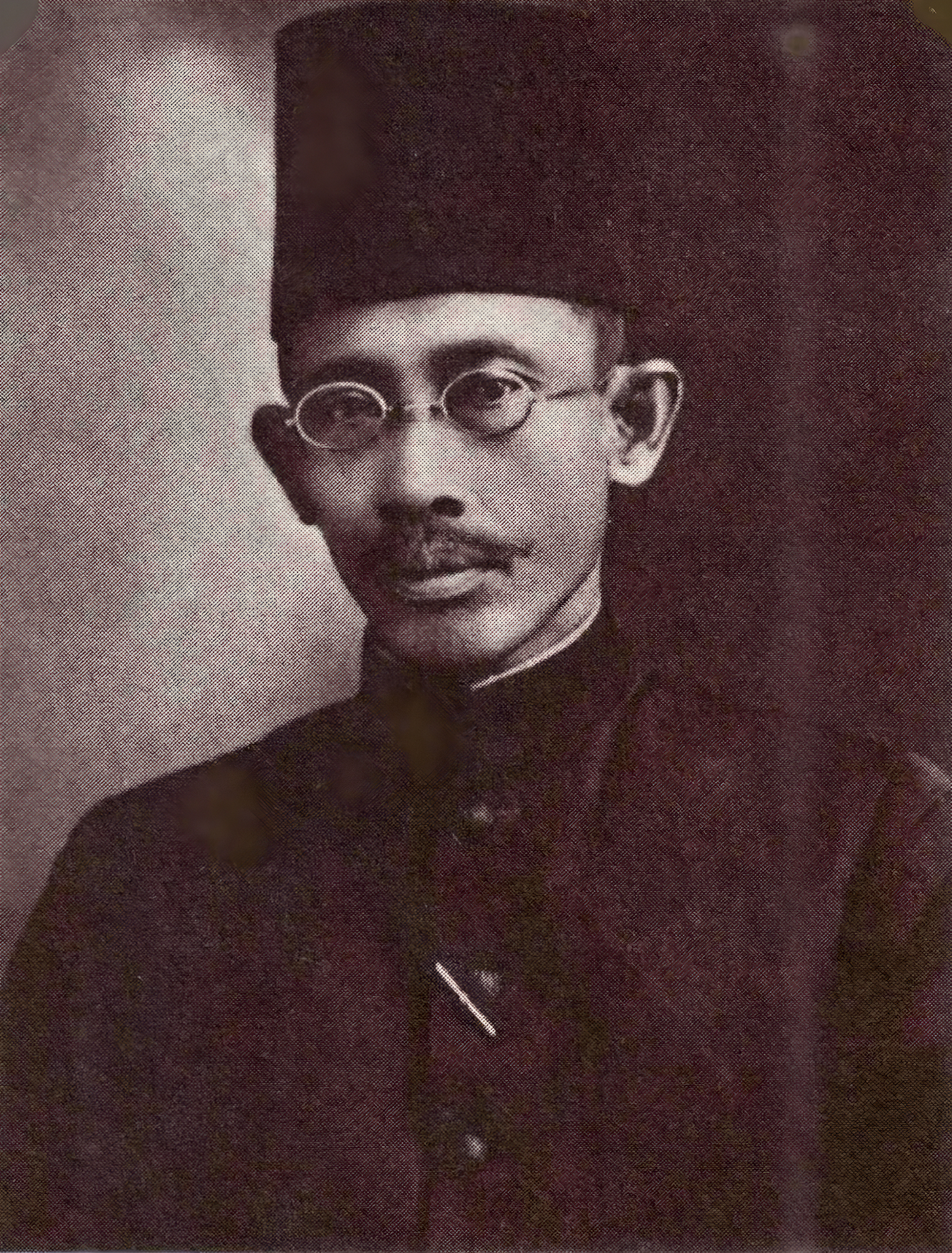
Tahir Jalaluddin, der Herausgeber von al-Imām

Tahir Jalaluddin, einer der angesehensten Vertreter der Kaum Muda, gab zwischen 1906 und 1909 in Singapur die Zeitschrift al-Imām heraus. Später erschien in Westsumatra die Kaum-Muda-Zeitschrift al-Munir. Ein weiteres Kaum-Muda-Organ war die Zeitschrift al-Munir, die von 1911 bis 1915 in Padang erschien.
Mitte der 1920er Jahre waren in Penang Sayyid Shaykh al-Hadi und eine Reihe anderer Gleichgesinnter sehr aktiv in der Produktion von populärer Literatur und Zeitschriften mit Kaum-Muda-Ausrichtung. Aber auch durch öffentliche Predigten, insbesondere bei religiösen Versammlungen (tabligh), griffen die Kaum Muda ulama alles an, was sie als religiös unrechtmäßig betrachteten.

### Predigten
Die Kaum Muda ulama erörterten religiöse Probleme in einer Sprache, die die einfache Bevölkerung verstehen konnte; dies stellte eine revolutionäre Veränderung gegenüber den traditionellen religiösen Versammlungen dar, bei denen Experten nur religiöse Texte vorlasen und erklärten. Anstelle von Texten behandelten die Kaum-Muda-Gelehrten Probleme des täglichen Lebens.

## Die Reaktion der traditionellen Gelehrsamkeit
Die Forderungen der Kaum Muda nach Abschaffung, Überarbeitung oder Vereinfachung verschiedener Adat-Zeremonien, wie etwa bestimmter Hochzeits- und Begräbnisriten oder der traditionellen Art, Feiertage zu feiern, wurden von den Adat-Beamten als direkte Angriffe auf ihre eigene Autorität und damit als Bedrohung für die Stabilität des Adat interpretiert. Die Ideen der Kaum Muda wurden deshalb auch als Angriffe auf die traditionelle Elite betrachtet, die hinter der religiösen Hierarchie stand und mit ihr verbunden war. Der offizielle Islam reagierte sowohl mit Argumenten als auch mit direkter Ausübung seiner Autorität. Zeitschriften wie Pengasoh („Der Erzieher“; 1918–1937), eine vierzehntägliche Zeitschrift, die vom „Rat für Religion und malaiische Sitte“ in Kelantan herausgegeben und auf der ganzen Malaiischen Halbinsel verbreitet wurde, propagierten gegenteilige Standpunkte und verurteilten den Kaum Muda als irreligiös.
Als Haji Abdul Karim Amrullah, eine der bedeutendsten Persönlichkeiten der Kaum Muda in Westsumatra, 1916 Malaya besuchte und in allen Staaten der Westküste und in Johore Reden hielt, gelang es ihm, trotz offizieller Opposition viele Menschen von seinem Standpunkt zu überzeugen. Aufgrund der Berichte religiöser Amtsträger an die malaiischen Herrscher wurde ihm jedoch die Ausweisung angedroht. In einigen Staaten wurde Kaum-Muda-Zeitschriften und anderen Veröffentlichungen die Einfuhr untersagt, und eine 1925/26 verabschiedete Änderung des Gesetzes von 1904 sah strenge Strafen für jeden vor, der ohne schriftliche Genehmigung des Sultans Literatur über die islamische Religion druckte oder veröffentlichte. Der Konflikt veranlasste zudem die traditionalistischen muslimischen Gelehrten, angesichts des neuen Feindes eine gemeinsame Basis mit den mystischen Führern zu suchen. Als 1919 Bertram Schrieke einen Fall, über den die Kaum Muda und die Kaum Tua in Westsumatra, mit nach Java nahm und dort nach der Meinung der javanischen ʿUlamā' fragte, sie verurteilten sie einstimmig die Position der Kaum Muda.
In den frühen 1920er Jahren begannen einige Kaum-Tua-Gelehrten, die Methoden der Predigt (tabligh) zu kopieren, die die Kaum Muda zur Verbreitung religiöser Unterweisung an die Bevölkerung verwendeten. Ende der 1920er Jahre begannen sie auch, das Bildungssystem der Kaum Muda zu imitieren.

## Die Polarisierung der Muslime zwischen Kaum Muda und Kaum Tua
Eine Folge der Kontroversen zwischen Kaum Muda und Kaum Tua war eine Polarisierung unter den Muslimen. So beschäftigte beispielsweise die Zentralmoschee von Padang, die der Adat-Jurisdiktion unterstand, einige Jahre lang zwei Imame, die jeweils die Kaum Tua und die Kaum Muda vertraten.
Mit ihren Polemiken gegen die ländlichen Gelehrten in Zeitungskolumnen und Zeitschriften trugen die Kaum Muda den Konflikt mit den Kaum Tua auch in die Dörfer. Manchmal bedurfte es auch nur eines einzigen Haji, der mit reformistischen Ideen aus dem Nahen Osten zurückkehrte, oder eines Religionslehrers, der an einer Kaum-Muda-Madrasa in Singapur, Perak oder Penang studiert hatte, um ein Dorf vorübergehend in zwei rivalisierende Fraktionen zu spalten. In dem Dorf Jeram in Selangor kam es beispielsweise Ende der 1920er Jahre zu einem Streit zwischen Kaum Muda und Kaum Tua über die Frage, ob die Teilnehmer bei der Maulud-Nabi-Zeremonie aufstehen sollten, wenn der Name des Propheten erwähnt wird. Vordergründig ging es in den Konflikten um religiöse Fragen, häufig waren aber damit zusammenhängende sozialen Fragen miteinbezogen, wie etwa Ausweitung der populären, westlich orientierten Bildung, die Einführung des Kautschukanbaus  und eine sich verändernde Wirtschaft.
Wie Bertram Schrieke für Westsumatra feststellte, ging es in den Konflikten zwischen Kaum Muda und Kaum Tua häufig um soziale Probleme von beträchtlicher Komplexität. Kaum Muda zu sein, bedeutete, die Moderne in jeder Form zu befürworten und sich gegen die Tradition zu stellen; Kaum Tua zu sein, bedeutete, alles Vertraute, Unveränderliche und Sichere zu befürworten. In einem Band mit Aufsätzen, die 1935 in einer Sammlung unter dem Titel The Malayan Kaleidoscope veröffentlicht wurden wurden, schrieb ein gewisser Haji Abdul Majid b. Zainuddin, dass es kaum ein Dorf in Malaya gebe, in dem die Malaien nicht über die Lehren der Kaum Muda stritten und diskutierten.
Angesichts der anhaltenden Angriffe der Kaum-Muda-Gelehrten rückten die Adat-orientierten Progessivisten wie Datuk Sutan Maharadja Ende der 1910er Jahre von der Kaum-Muda-Bezeichnung ab und begannen, sich selbst Kaum Kuno zu nennen. 1916 gründete Datuk Sutan Maharadja die Sarekat Adat Alam Minangkabau (SAAM, „Adat-Gesellschaft der Minangkabau-Welt“), um der Kaum-Muda-Bewegung im Bildungsbereich und der politischen Bewegung entgegenzuwirken.

## Organisationen
Im Jahr 1920 gründeten die Gelehrten der Minangkabau-Kaum-Muda die Persatuan Guru Agama Islam (PGAI, „Vereinigung islamischer Religionslehrer“). Dies war die erste unter Kaum-Muda-Gelehrten eingerichtete Organisation. Die Kaum Muda von Padang gründeten außerdem die Sarekat Ilmu („Vereinigung für Wissen“), die religiöse Texte mit Kaum Muda-Orientierung veröffentlichte.

### Die eigene Sarekat Islam
In Westsumatra traten die Kaum Muda der Sarekat Islam (SI) bei und dominierten schon früh den lokalen Vorstand der Partei. Im August 1916 gründete die Kaum-Muda-Fraktion ihre eigene SI, deren Mitglieder größtenteils auch der Kaum-Muda-Organisation Sarekat Usaha angehörten: Die Kaum-Muda-SI wurde als SI der Weißen Karte bezeichnet, während die Kaum-Tua-Fraktion als SI der Roten Karte bezeichnet wurde. Die Kaum-Muda-SI wurde weder von der zentralen SI noch von der Regierung anerkannt, machte aber Fortschritte in mehreren Gemeinden, die bereits von der religiösen Kaum-Muda-Bewegung beeinflusst waren. Im Jahr 1917 machte Abdul Muis auf seinem Weg nach Europa in Padang Halt. Er versuchte, die beiden SI-Fraktionen wieder zu vereinen, scheiterte aber und schloss sich der Kaum-Muda-Seite an. Er führte die Kaum-Muda-SI in die Arena des politischen Aktivismus.

### Sarekat Combinatie Minangkabau (SCM)
Von 1918 bis 1923 bestand das Hauptanliegen der politischen Parteien der Kaum Muda darin, eine politische Zusammenarbeit untereinander zu erreichen und ein Mittel zur Behandlung von Missständen in der Bevölkerung zu schaffen. Im Juni 1918 hielten ca. 30 politische und erzieherische Organisationen der Kaum Muda eine Generalversammlung in Bukittinggi ab. Im April 1919 ergriff Bagindo Djamaluddin Rassad, ein Absolvent der landwirtschaftlichen Hochschule Wageningen, die Initiative zur Gründung des Sarekat Combinatie Minangkabau (SCM, „Verband der Minangkabau-Vereinigungen“). Die Mitglieder des SCM waren hauptsächlich Kaum Muda-orientierte Organisationen. Im Juli 1922 veranstalteten die SCM und ihre Mitgliedsorganisationen, insbesondere die lokale NIP und die Kaum-Muda-SI, den ersten und einzigen Kongress der Einheit Sumatras (Congres Persatuan Sumatra).

### Sumatera Thawalib
Im Gegensatz zu anderen Kaum-Muda-Institutionen stand die Schule von Haji Rasul in Padang Panjang unter der Kontrolle der Studentenorganisation und der Schulleitung. 1918 wurde die Studentenorganisation in eine Organisation mit einem breiteren Tätigkeitsbereich umgewandelt und nahm den neuen Namen Sumatra Thuwailib („Studenten von Sumatra“) an. Im selben Jahr wurde an der Madrasa in Parabek in der Nähe von Bukittinggi eine Studentenorganisation von Scheich Ibrahim Musa, einem gemäßigten Kaum-Muda-Gelehrten, gegründet. Am 15. Februar 1919 gründeten die Studenten von Padang Panjang und Parabek eine Vereinigung, die als Sumatra Thawalib (Allgemeine Organisation der Studenten von Sumatra) bekannt wurde. Nach dem Vorbild von Padang Panjang und Parabek wurden auch die Kaum-Muda-Schulen in Padang Japang, Maninjau und Batu Sangkar in Sumatra Thawalib umbenannt. Schon bald wurde der Entschluss gefasst, die Schüler dieser fünf Schulen in einer Organisation zusammenzufassen.
Anfang 1923 begann Hadji Datuk Batuah, einer der jüngeren Lehrer der Thawalib und Berater der Studentenorganisation, der von kommunistischen Doktrinen beeinflusst war, diese Ideologie bei den Studenten einzuführen. Datuk Batuahs Einfluss in der Sumatra Thawalib stellte eine direkte Herausforderung für Haji Rasul dar, den Hauptlehrer der Schule, der nicht nur gegen die Beteiligung der Schüler an politischen Aktivitäten war, sondern auch die neue Ideologie als Abweichung von der islamischen Orthodoxie verurteilte. Haji Rasuls Versuche, Haji Datuk Batuah und seine Kollegen zu beeinflussen, verschlechterten die Beziehungen zwischen ihnen nur. Am 2. August 1923 fand im Haus von Datuk Batuah in Kota Lawas ein Treffen zwischen den beiden Seiten statt. Haji Rasul wurde von mehreren Kaum-Muda-Gelehrten unterstützt, darunter Scheich Tahir Jalal Jalaluddin. Das Treffen endete jedoch mit einem völligen Misserfolg. Haji Rasul trat daraufhin von seinem Amt zurück.
Haji Rasuls Rücktritt führte zu einer offenen Feindschaft zwischen den Kaum-Muda-Gelehrten und Datuk Batuahs Gruppe. Als die Regierung am 11. November 1923 Datuk Batuah verhaftete, machte die jüngere Generation der religiösen Kaum Muda, die vom Kommunismus beeinflusst war, Haji Rasul für die Verhaftung verantwortlich. Nach diesem Ereignis hielten sich die islamischen Kommunisten mit ihren Angriffen auf die Kaum-Muda-Gelehrten nicht mehr zurück. Die religiöse Kaum-Muda-Bewegung geriet somit in eine schwere Krise, und die Kaum-Muda-Gelehrten befürchteten, dass ihre Bewegung in Gefahr wäre, sich aufzulösen. Anfang 1924 sprach sich ihre Organisation, die PGAI, gegen den Kommunismus aus, mit dem Argument, dass dieser nicht mit dem Islam in Einklang gebracht werden könne.

## Das Verhältnis zur niederländischen Regierung
Bis 1919, als die niederländische Kolonialregierung beschloss, den religiösen Konflikt zwischen Kaum Muda und Kaum Tua zu schlichten, herrschte für die Kaum-Muda-Gelehrten ein günstiges politisches Klima. Durch ihre vielfältigen Programme und ihr Beharren auf der Trennung von Religion und Politik konnten die Kaum-Muda-Gelehrten die Sympathien der niederländischen Kolonialregierung gewinnen. Die Schule der Sarekat Usaha erhielt Unterstützung von der Regierung, und Haji Abdullah Ahmad, der Führer der Kaum-Muda-Gelehrten in Padang, unterhielt gute Beziehungen zu niederländischen Beamten vor Ort. Er betrachtete die niederländische Regierung als Verbündeten in seinem Modernisierungsprogramm. Andere Kaum Muda unterhielten gute Beziehungen zu niederländischen Beamten; so wurden beispielsweise die Kinder von Scheich Jambek in angesehenen Regierungsschulen eingeschrieben. Selbst Haji Rasul, ein Kaum-Muda-Gelehrter, der als aggressiv und fanatisch beschrieben wurde, weigerte sich, die Existenz der niederländischen politischen Macht offen in Frage zu stellen. Diese Haltung der Kaum-Muda-Gelehrten erklärt, warum sie bis zu einem gewissen Grad frei von staatlichem Misstrauen waren. Allerdings waren die Regierungsbeamten auch deshalb weniger misstrauisch gegenüber ihren Aktivitäten, weil sie eher in städtischen Gebieten als in Dörfern angesiedelt und dadurch besser kontrollierbar waren.
Der niederländische Orientalist Philippus Samuel van Ronkel, der mit einer Untersuchung über die an der Westküste Sumatras herrschenden religiösen Strömungen betraut war, empfahl 1916, in der religiösen Kontroverse zwischen Kaum Muda und Kaum Tua einen neutralen Standpunkt einzunehmen, mahnte die Regierung jedoch, die Aktivitäten der Kaum-Muda-Ulama sorgfältig zu beobachten. Der niederländische Resident LeFebvre teilte seine Überzeugung, dass die Kaum-Muda-Gelehrten weder regierungsfeindlich noch an Politik interessiert seien und Haji Abdullah Ahmad mit seiner Schule die Idee der „association policy“ unterstütze. Seiner Ansicht nach waren die Penghulu, also die Clan-Ältesten, nichts anderes als „dumme und rückständige“ Adat-Häuptlinge, und er glaubte, dass die Zukunft der Entwicklung der Minangkabau in den Händen der säkularen und religiösen Kaum Muda lag.
Allerdings wurde die 1916 gegründete Kaum-Muda-SI von der Regierung nicht anerkannt. 1918 entwickelte sich die Kaum-Muda-SI, die kurz zuvor von der zentralen SI als unabhängiger Zweig anerkannt worden war, zu einer gemäßigten Oppositionspartei, die ein gegen die Regierung ausgerichtetes Bündnis mit der lautstarken National-Indischen Partei (NIP) einging. Diese Entwicklung hin zu einer oppositionellen Gruppe beschleunigte sich, als 1919 der niederländische Resident LeFebvre, der freundliche Beziehungen zur Kaum-Muda-Gruppe in Padang unterhielt, durch einen seiner Stellvertreter, Whitlaw, ersetzt wurde, der allem, was mit Islam zu tun hatte, misstraute. Bertram Schrieke führte aber 1919 noch den Vorsitz bei einer Debatte zwischen dem Kaum Muda und dem Kaum Tua.
Danach änderte sich die Haltung der Regierung, und die Kaum-Muda-Gelehrten gerieten zunehmend unter Beobachtung. Ab 1923 begannen die lokalen Verwalter, den Adat-Apparat gegen die Kaum Muda einzusetzen. Auch Absolventen der Kaum-Muda-Schulen wurden zunehmend zum Gegenstand des Misstrauens der Regierung, weil einige Kaum-Muda-Organisationen begonnen hatten sich an der Opposition gegen bestimmte Maßnahmen der Regierung zu beteiligen, insbesondere gegen die Grundsteuer und Programme zur Erhaltung der Wälder. Die Tatsache, dass die Ausbreitung der kommunistischen Bewegung von der Beteiligung ehemaliger Schüler der Kaum Muda-Schulen, wie Sumatra Thawalib, profitiert hatte, machte die örtliche Verwaltung zusätzlich misstrauisch gegenüber allem, was mit dieser Gruppe zu tun hatte.

## Die Gleichsetzung der Kaum Muda mit Kommunisten
Ab Mitte der 1920er Jahre wurden die Kaum Muda in Westsumatra zunehmend mit Kommunisten gleichgesetzt. Dies hatte auch mit dem Aufkommen der kommunistischen Sarekat Rakyat zu tun, die ihre Kader zum großen Teil aus den Studenten und Anhängern der Kaum Muda rekrutierte. Seruan Azhar, die Zeitschrift der malaiischen Studierenden an der Azhar, schrieb in einem Rückblick auf das Jahr 1927, in dem ein kommunistischer Aufstand auf Sumatra niedergeschlagen worden war, dass die auffälligste Veränderung im vergangenen Jahr für das Heimatland die Umwandlung des Streits zwischen Kaum Muda und Kaum Tua in einen Streit zwischen Kommunisten und Nichtkommunisten gewesen sei. 1933 wurde vielen Kaum-Muda-Lehrern die Ausübung ihrer Lehrtätigkeit verboten, und einige ihrer Schulen wurden geschlossen. Haji Abdul Majid b. Zainuddin schrieb im Jahre 1935: „Die Kaum Tua oder Alte Partei, aus der sich die religiösen Funktionäre des Landes rekrutiert haben, versuchen aus Rache zu unterstellen, die Kaum Muda seien unerwünschte Kommunisten, was sie entschieden nicht sind.“
Der Begriff „Kaum Muda“ verlor zwar nie ganz seine Konnotation der Infragestellung der traditionellen religiösen Autorität, nahm aber mehr und mehr eine rein weltliche Bedeutung an. Ein Jahrzehnt später, im Jahr 1940, war es dem Sultan von Perak möglich, die malaiische Gesellschaft in drei verschiedene Gruppen zu unterteilen: Kaum Tua, Kaum Muda und Orang Muda-Muda: „Diejenigen, die zur ersten Kategorie gehören, widmen sich hauptsächlich der spirituellen Seite des Lebens, die zur zweiten Kategorie gehören, der materiellen Seite des Lebens, während man sagen kann, dass die dritte Gruppe zwischen diesen beiden schwankt.“

## Die Muhammadiyah als Auffangbecken der Kaum Muda
Auch die Muhammadiyah, die ihren Hauptsitz in Java hatte, war eigentlich eine Kaum-Muda-Organisation. Nach Taufik Abdullah war sie die größte Kaum-Muda-Organisation. Ihr Gründer Achmad Dahlan teilte die Ideale der Minangkabau Kaum-Muda-Gelehrten und galt als treuer Abonnent der Zeitschrift Al-Munir. Sowohl Dahlan als auch die Minangkabau-Kaum-Muda wurden von dem ägyptischen Religionsreformer Muhammad ʿAbduh beeinflusst. Doch während die Kaum-Muda-Gelehrten noch mit ihrem Konflikt mit den Kaum Tua beschäftigt waren, mobilisierten Dahlan und seine Muhammadiyah langsam die muslimische Gemeinschaft der Santri im Kernland der javanischen Hofkultur.
Nach dem kommunistischen Aufstand in Westsumatra entwickelte sich die Muhammadiyah zur einzigen Organisation, die die zersplitterten Elemente der religiösen Kaum Muda vereinte. Sie wurde die wichtigste Organisation für Absolventen der Kaum Muda Schulen, in der sie ihre unterschiedlichen Ziele verfolgen konnten, und gab den jüngeren Kaum Muda die Chance, die Führung von den Kaum Muda-Gelehrten zurückzuerobern.